# Cavaleiro Negro (Dane Whitman)
O Cavaleiro Negro (Black Knight, em inglês) é um personagem de história em quadrinhos da Marvel Comics.
Sua primeira aparição foi em Avengers #47 (1967).

## História
Sobrinho do vilão Cavaleiro Negro que atendia pelo nome de Nathan Garrett, Dane foi chamado por seu tio quando ele foi mortalmente ferido na sequência de uma batalha com o Homem de Ferro. Com suas ultimas palavras, o tio confessou a sua vida de crime, e Dane na tentativa de restaurar a honra de seu legado tornou-se o Cavaleiro Negro.
Na primeira vez, Dane esperava usar apenas seus conhecimentos científicos para ser uma força para o bem. No entanto, seus experimentos científicos usando magnetismo para procurar vida extraterrestre, inadvertidamente, trouxe Magneto e Groxo de volta para a Terra numa época em que os vilões mutantes se acreditava perdidos no espaço. Magneto imediatamente começou a re-formar a sua Irmandade, começando pelo sequestro de Mercúrio e Feiticeira Escarlate. Whitman vestiu o traje e armas do Cavaleiro Negro para derrotar Magneto, mas foi confrontado pelos Vingadores, que confundiram ele com seu tio. O Cavaleiro Negro ajudou os Vingadores e começou a seguir o caminho certo, mas partiu na companhia deles, irritado com a sua desconfiança.
Nathan Garrett foi postumamente contatados para participar do Mestres do Terror organizado pelo Capuz Vermelho (na verdade, o robô Ultron, que não tinha conhecimento da morte do vilão cavaleiro). Whitman concordou em se juntar à equipe com as esperanças de se infiltrar em suas fileiras, e ele tentou entrar em contato com os Vingadores antes do ataque. No entanto, Ultron percebeu à traição de Whitman, e os Mestres interceptaram-no, espancando-o e deixando-o abandonado. Com o Cavaleiro Negro e Jarvis descartados, que também havia sido abandonado pelos Mestres para depois aparecer como se fosse o Cowl Crimson. O Cavaleiro Negro rastreou os Mestres do Terror, ajudando os Vingadores escapar e superar seus adversários. Os heróis, em seguida, partiram em melhores condições, apesar de Whitman ainda queria manter a sua distância.
Whitman viajou para a Inglaterra na esperança de vender o último item da herança de seu tio - o Castelo Garrett. Lá, ele foi contatado pelo espírito de seu ancestral Sir Percy da Scandia, o Cavaleiro Negro original, de uma maneira similar que o tio tinha feito. No entanto, neste caso, Whitman provou ser digno de puxar a Espada do Ebano de sua bainha. Com isso, ele derrotou o guardião da espada demoníaca, e, depois, Le Sabre, um agente inimigo de Sir Percy, subalterno de Mordred.
Retornando para a América, o Cavaleiro Negro encontrou o Doutor Estranho através do seu contato mútuo com Victoria Bentley. Os dois começaram a trabalhar juntos, uma vez que contra Tiboro e uma vez que, com os Vingadores, contra Surtur e Ymir.
Ele encontrou os Vingadores novamente quando usados como peões por Kang para jogar um jogo com o Grão-Mestre e seu Esquadrão Sinistro. Sua Espada do Ebano foi o prêmio em uma competição entre Gólias (Clint Barton) e o Whizzer, mas tentando ajudar Gólias, o Cavaleiro Negro interferiu com o jogo e os Vingadores, com sua Espada do Ebano, foram devolvidos para o futuro de Kang. Graças às propriedades místicas da espada, o Cavaleiro Negro foi capaz de transportar-se a ela, apesar da distância de tempo e espaço. Ele ajudou os heróis escaparem e confrontarem Kang, que exigiu o poder do Mestre para derrotar os Vingadores. Em última análise, era o Cavaleiro Negro, uma vez que ele não era um Vingador, que conseguiu derrotar Kang e permitir que eles voltessem para o presente. Em agradecimento, os Vingadores fisseram uma proposta de adesão, e Whitman aceitou, embora ele optou pelo estatuto de reserva desde que residisse no Castelo Garrett, na Inglaterra.
Ao longo do tempo, Whitman começou a sentir a maldição da Espada do Ebano crescer mais violentamente, mais sanguinário. Quando ele quase matou dois ladrões de jóias, após uma perseguição, ele tentou acabar com a maldição, destruindo a lâmina. A pesquisa trouxe à dimensão mágica de Polemachus, mas ele foi capturado por Arkon e sua antiga aliada, a Feiticeira. A Feiticeira colocou o Cavaleiro Negro sob um feitiço, mantendo-o como escravo, mesmo quando os Vingadores, alertados sobre o destino do Cavaleiro através de um sonho da  Feiticeira Escarlate, foram resgatá-lo. A Feiticeira pediu à Arkon para lutar contra os Vingadores, na esperança que eles seriam destruídos, mas o Cavaleiro Negro perdeu sua espada durante a luta, e caiu em um poço mágico e pareceu ter sido destruído. Convencido da verdade, Arkon abandonou a Feiticeira durante o combate, permitindo que os Vingadores e Cavaleiro voltassem para casa.
Na verdade, a lâmina não foi destruída, mas foi perdida no tempo, aparecendo em Olympus. Ares descobri-a e, aliando-se com a Feiticeira que estava seguindo a espada, lançou um ataque sobre Olympus. O Cavaleiro Negro soube disso através do Braseiro da Verdade, e reuniu os Vingadores para invadir os salões do Olimpo. Finalmente, os Vingadores foram bem sucedidos em impedir a violência de Ares, recuperando a Espada do Ebano, a Feiticeira foi detida por Zeus. Ela logo escapou, no entanto, procurou o Cavaleiro Negro para usá-lo como seu peão, mais uma vez, colocando-o sob o seu feitiço com um beijo. Eles viajaram para a dimensão governado por Casiolena e a Feiticeira queriam vingar-se dela e do carrasco, que abandonou por Casiolena. Os Defensores se refugiaram no Castelo Garrett depois de resgatar Barbara Norriss do Nameless One, e, inadvertidamente, cairam na dimensão de Casiolena. A Feiticeira transformou Barbara Norriss na Valquiria, a fim de ajudá sua causa, e os Defensores foram forçados a lutar também. Quando Casiolena foi derrotada, a Feiticeira e o executor fugiram, mas não antes que a bruxa lançasse um feiticço no Cavaleiro Negro, transformando-o em pedra. Durante este tempo, Valquiria (Barbara Norriss)|Valquiria]] usou seu cavalo alado, Aragorn.
Doutor Estranho levou o corpo do Cavaleiro Negro para seu Sanctum Sanctorum, na esperança de algum dia inverter a maldição. Eventualmente, Strange conseguiu entrar em contato com o espírito do Cavaleiro Negro, perdido em uma dimensão sem nome, mas a mensagem foi deformado por Dormammu para forçar os Defensores e os Vingadores irem atrás do Mau-Olhado, um objeto poderoso místico que Strange foi levado a acreditar que seria à única salvação do Cavaleiro. Na verdade, Dormammu queria conseguiu utilizar os olhos para destruir o universo, antes de ser derrotado, e os olhos não poderia ajudar o Cavaleiro Negro, como o seu espírito havia viajado para o século XII, durante o tempo das Cruzadas.
Através de um feitiço no momento da morte de Camelot por Merlin, o espírito de Whitman habitado o corpo do seu antepassado, Eobar Garrington, também conhecido como o Cavaleiro Negro. Whitman foi, portanto, capaz de tentar rastrear o maleficoModred, o homem que assassinou Garrington. Modred havia morrido séculos antes, mas como vivia em seu espírito sobreviveu no século XII, jogando eventos no caos. o Feitiço de Merlin também trouxe os Defensores, que ajudaram a enfrentar o Cavaleiro Modred, seus aliados e seus exércitos. Finalmente, Whitman decidiu ficar no passado, lutando nas Cruzadas em nome do rei Richard, e os Defensores voltaram para casa.
Em algum ponto após as Cruzadas, o Cavaleiro Negro se juntou ao druida de Alta Avalon, Amergin, na defesa do reino de Avalon, dos ataque de Fomor, inimigos ancestrais dos deuses Inglês que pretendiam usar Avalon para invadir a Terra. Por sugestão do Cavaleiro, Amergin usou seu descendente moderno, Doutor Druida, para provocar ajuda dos Vingadores. Eles esperavam usar o Olho-do-Mal para absorver a energia suficiente para fechar o portal entre Avalon e da Terra, mas era o Cavaleiro Negro, que foi forçado a usar o olho, destruindo seu corpo no processo. Doutor Druida retornou os Vingadores para a era atual, e com o seu último vestígio de poder, restaurado o corpo de pedra de Dane Whitman e transformou-o de volta em carne e osso. Ele logo encontrou um novo cavalo alado, Valinor.
O Cavaleiro Negro tentou voltar para a vida moderna, ainda que muito havia mudado na sua ausência. Victoria Bentley tornou-se a zeladora do Castelo Garrett, comprando-o durante os anos em que Dane estava nas Cruzadas para impedir que o governo britânico de apreender a propriedade por falta de pagamento de impostos. Ele também levou um jovem órfão irlandês, Sean Dolan, sob suas asas, tornando-se um tutor e mentor. No entanto, ao longo do tempo, Whitman começou a experimentar o aumento da loucura e sede de sangue. Doutor Estranho revelou que a Espada do Ebano]] tinha sido amaldiçoada por seu proprietário original, Sir Percy da Scandia, derramando sangue, quando ele estava na posse da lâmina. Doutor Estranho contactou e pediu para o espírito de Sir Percy, que residia na lâmina, e assim removeu a maldição, advertindo Whitman que as maldições da espada teriam reestrições. Durante este tempo, Valinor perdeu suas asas e foi aposentado.
O Cavaleiro Negro retornou aos Estados Unidos, onde teve participação ativa novamente. Durante este tempo, ele começou usar uma montaria mecânica chamada "Atomic Steed". Ele também desenvolveu uma paixão por sua companheira Vingadora, a Vespa, mas ela não compartilhava sentimentos por Dane e ele logo foi forçado a abandonar as suas intenções. Ele, no entanto, tornou-se romanticamente interessado por sua admiradora, a Jaqueta Amarela.
Algum tempo depois, sua personalidade parecia crescer de modo mais medieval e arcaico. Quando à aliada dos Vingadores, Marrina, submeteu a sua própria transformação em uma criatura maritima enorme e selvagem semelhante ao Leviatã mítico, ela começou a afundar várias frotas de navios e que assola o mundo submarino de Atlântida. Os Vingadores caçaram-na, mas no final foi seu marido, Namor, que tomou a Espada do Ebano de Whitman e desferiu um golpe mortal em Marrina. Whitman sentiu imediatamente os efeitos da maldição de sangue sobre a lâmina, que teve o efeito de lentamente transformando-o em uma extensão viva do sua Espada do Ebano. Como tal, ele começou a cortar as pessoas e objetos que ele tocava e gradualmente foi mais difícil de se mover.
O Cavaleiro Negro foi forçado a deixar os Vingadores, na companhia de seu companheiro Thor, que esperava encontrar uma cura para a condição de Whitman no reino de Asgard. No entanto, no momento em Asgard se envolveu em uma batalha contra o deus egípcio da morte, Seth e seu exército. Finalmente, Thor usou a lamina amaldiçoada do Cavaleiro para Seth. Thor, em seguida, levou o corpo do Cavaleiro de volta à Terra, colocando-a sob os cuidados do Doutor Estranho. Dane Whitman foi restaurado ao normal graças aos esforços combinados de Doutor Estranho, seus amigos Victoria Bentley e Sean Dolan, e o espírito de Sir Percy.
O Cavaleiro Negro logo voltou para os Vingadores, trocando a Espada do Ebano por uma espada laser de alta tecnologia. Mais determinado e decidido do que antes, o Cavaleiro cresceu como um dos membros mais proeminentes do Vingadores, mesmo atuando como líder de campo oficial sob a Viúva Negra. Sua estadia nos Vingadores o levaram a tornar-se mais cruel do que antes, até mesmo ao ponto de defender o assassinato do alien Inteligência Suprema por seu papel na guerra entre as raças alienígenas Kree e Shi'ar. Além disso, Whitman começou a negligenciar Valinor, seu escudeiro Dolan, e sua benfeitora Victoria Bentley.
Sean Dolan usou a Espada do Ebano, tornando-se possuído por ele e se transformando no demoníaco Bloodwraith, matando e roubando Valinor de Victoria Bentley. Mais incisivamente, Whitman e Bentley tinha apenas começado a entreter um potencial romance antes de sua morte. Dane derrotou o Bloodwraith, mas Dolan escapou, tornando-se um dos inimigos mais amargurados de Whitman.
O Cavaleiro Negro logo encontrou-se em um triângulo amoroso envolvendo ele e duas de suas companheiras de equipe, o inumana, Cristal e a Eterna, Sersi. Dane amava Crystal, a esposa do Mercúrio, mas também era fortemente atraído pela mentalmente instável Sersi, que estava loucamente apaixonada por ele e Dane foi forçado a ligar-se mentalmente a ela. Quando Mercúrio retornou ao grupo e parecia preparado para se reconciliar com Crystal, Dane desinteressadamente renunciou seus sentimentos por ela. Ao mesmo tempo, os Vingadores foram atacados pela contra-parte de Whitman de outra dimensão, o Proctor, que estava determinado a matar Sersi em vingança por aquilo que sua colega havia feito com ele, incluindo o processo de ligação mental. O Cavaleiro Negro ajudou a derrotar o Proctor e resignou-se a acompanhar Sersi em seu exílio para uma outra dimensão como a sua crescente instabilidade mental ficou muito perigoso para continuar na Terra.
Durante suas aventuras em outras dimensões, Sersi recuperou a estabilidade emocional e ela e Dane passaram algum tempo com uma equipe chamada Ultraforce, mesmo tornando-se seu líder. Ele e Sersi finalmente decidiu regressar à Terra, no entanto, eles acabaram acidentalmente indo para nas Cruzadas, durante o qual Dane ganhou a amizade e a inimizade dos Bennet du Paris, uns cavaleiros loucos que sobreviveram ao confronto com o mutante terrorista Êxodo, o líder dos Acólitos. Ao retornar à Terra nos dias de hoje, Dane e Sersi separaram-se. Os Vingadores foram temporariamente dissolvidos, assim que o Cavaleiro Negro encontrou um novo lar e novos empregados no Oracle Incorporated, juntando-se a empresa é nova equipe de super-heróis para o aluguel. Na mesma época, Dane foi contactado pela Dama do Lago, que lhe informou que ele estava predestinado a ser o campeão de Avalon, o reino místico Celtic que o Cavaleiro Negro tinha sido aliado durante seu tempo no século XII. A Dama do Lago deu um novo cavalo alado mágico e armas místicas para a maior batalha contra o mal em nome de Avalon.
O Cavaleiro Negro continuou a combater o mal como um membro dos Heróis de Aluguel e como um membro inativo do Vingadores, até à dissolução dos Heróis de Aluguel. Numa das missões finais da equipe, que encontrou no Monte Wundagore os animais humanóide criado pelo Alto Evolucionário. O Cavaleiro Negro foi eleito para ficar em Wundagore e liderar esses "novos homens", como os Cavaleiros de Wundagore.
O Cavaleiro Negro mais tarde rompeu com os Homens Novos, a fim de se juntar aos seus colegas Vingadores em várias aventuras. Uma aventura, o Cavaleiro Negro trouxe para o país de Slorenia, onde o Bloodwraith assolava a terra. O cavaleiro esperava ficar perto Slorenia para finalmente derrotar o Bloodwraith, mas ele voltou aos Vingadores durante sua guerra contra o Kang, que quase conseguiu conquistar a Terra. O Cavaleiro Negro se separou dos Vingadores, mais uma vez após o fim da batalha com Kang. Recentemente, o Cavaleiro Negro se juntou ao MI-13.

## Poderes
- Habilidades

Muito inteligente, Dane é um espadachim treinado, soberbo combatente e perito em cavalaria. Embora especializado em física, ele é proficiente em uma ampla gama de ciências e tecnologias avançadas, incluindo engenharia genética e mecânica. Ele tem fortes habilidades estratégicas e táticas.
- Armas

No passado Dane usou à lendária Espada do Ebano, uma poderosa lança e uma espada laser. A Espada de Ébano, criada pelo mago Merlin, é uma espada, forjada indestrutível de encantos magicos e de um meteorito que caiu na Terra na Idade Média. Pode cortar qualquer substância, bem como desviar e penetrar os campos de energia, incluindo as forças místicas. Seu proprietário também pode transportar a Espada através de um elo mágico. A Espada do Ebano também foi encantada com uma maldição de sangue, para que, caso seu portador use a lâmina de uma maneira indigna de matar, ele seria obrigado a usa a espada para derramar mais sangue. Depois, Whitman acreditava que a maldição havia acabado, mas o seu antigo aprendiz, desde então, Sean Dolan sucumbiu a ela, tornando-se o assassino Bloodwraith sob a influência da lâmina.
A arma original de Dane era o sua poderosa lança, um dispositivo adaptado a partir dos desenhos de seu tio criminoso, a lança era equipado com uma variedade de armas escondidas, incluindo raios de calor, projetores vigor, emissores de gases e bolas que poderiam desacordar os adversários. Ele tem muito pouco usado desde que adoptou trocar a lança por diferentes espadas.
Sua espada laser, também conhecida como espada neural fotônico, é um dispositivo portátil que gera uma "lâmina" de luz, esta lâmina pode ser ajustada para várias configurações, incluindo um laser penetrante que cortava quase tudo e uma coluna de energia imaterial que poderiam perturbar o sistema nervoso da vítima, sem fazer danos físicos.
- Parafernália

Quando Dane Whitman toca o pingente mística e invoca o nome de Avalon, ele evoca o seu equipamento e corcel. As armaduras e armas são extremamente leves, mas sobrenaturalmente duráveis. Seu Escudo da Noite não só o protege da maioria dos ataques, mas também absorve a energia das forças dirigidas contra ele. Ele pode, então, liberar a energia armazenada sob a forma de explosões de energia de sua espada, a espada da luz, como visto na luta entre Dane e Tony, onde o mesmo se aproveitou do PEM de Tony a transformando em energia própria para perfurar a armadura Extreme(feita de Adamantium), graças ao material de seu escudo, que também está presente em sua armadura. Strider pode voar a grandes velocidades e é capaz até mesmo de submarino viagens. Ao montar Strider, Dane é mágica capaz de respirar independentemente de seu ambiente. Antes de adquirir Strider, Dane montou Aragorn, Valinor e um corcel atômica. Aragorn é um cavalo Dane quem deu asas eo poder de vôo através de técnicas de engenharia genética, criado por seu tio criminal. Quando a viagem de Dane's pela primeira vez à era das Cruzadas separou de Aragorn, o cavalo foi adoptado por um outro aventureiro, Valquíria. Aragorn continua sob custódia Valkyrie para este dia, com a bênção de Dane. Durante seu tempo no século XII, o dinamarquês aprovou um cavalo alado chamado Valinor. Infelizmente, a Valinor foi roubado pela Bloodwraith. Por um tempo, Dane utilizado um corcel atômica, um dos veículos mecânicos de vôo de Cavaleiros do Alto Evolucionário de Wundagore. Desde então, ele abandonou-a, embora, e deixado em depósito na Mansão dos Vingadores, onde ele foi usado pela Espadachim (Jacques Duquesne).

## Familiares Conhecidos
Nathan Garrett (Cavaleiro, tio, falecido); Sir Percy de Scandia, Raston Sir, Eobar Garrington; (Cavaleiros Negros de eras passadas, ancestrais, falecidos); Lady Rosamund, Edward, Geoffrey (relações ancestral, a mulher e os filhos de Sir Percy , presume falecido); ap Dafydd Iowerth, Arthur Pendragon, Mordred o Mal, Morgan Le Fay (distante relações ancestral)

## Aliados
Atualmente esta no MI-13; Anteriormente fez parte dos Pendragons, Vingadores, Excalibur, Cavaleiros de Wundagore, Heróis de Aluguel, Vingança da Rainha, Ultraforce, os campeões de Camelot, o exército do rei Richard, associado aos Defensores, Mestres do Terror.

## Outras mídias

### Cinema
- O personagem foi confirmado no filme dos Eternos e fará sua estreia, no Universo Cinematográfico Marvel, em novembro de 2021.[3] Dane Whitman será interpretado pelo ator Kit Harington.[4]